# ピウス11世メダル
ピウス11世メダル（Pius XI Medal）はローマ教皇庁科学アカデミーが授与する科学技術賞。
アカデミーの改革者ピウス11世を記念して創設された。卓越した業績を挙げた45歳未満の研究者を対象とする。

## 受賞者
- 1939 コルネイユ・ハイマンス
- 1942 ハーロー・シャプレー
- 1943 エマニュエル・デュ・マルゲリー
- 1962 Bengt E. Andersson
- 1963 オーゲ・ニールス・ボーア
- 1964 François Gros
- 1966 アラン・サンデージ
- 1969 ロバート・バーンズ・ウッドワード
- 1970 金谷晴夫
- 1972 György Némethy
- 1975 スティーヴン・ホーキング
- 1976 Lucio Luzzatto
- 1979 Antonio Paes de Carvalho
- 1981 ジャン＝マリー・レーン
- 1983 ヘーラルト・トホーフト
- 1986 Elizabeth A. Bernays
- 1988 ルイス・カッファレッリ
- 1992 アディ・シャミア
- 1996 Mark M. Davis
- 2000 Gillian P. Bates, Stephen W. Davies
- 2002 Stanislas Dehaene, フアン・マルダセナ
- 2004 Laure Saint-Raymond
- 2006 Ashoke Sen
- 2008 Juan A. Larraín
- 2010 Patrick Mehlen
- 2012 Trees-Juen Chuang
- 2012 Ulrich Pöschl
- 2014 セドリック・ヴィラニ
- 2016 Mariano Sigman
- 2018 Noble Ephraim Banadda, デイヴィッド・M・サバティーニ, Miriam Serena Vitiello
- 2020 デミス・ハサビス、ペーター・ショルツェ

## 参照
- Home page of the Pontical Academy of Sciences